# Pliopithecinae
Los Pliopithecinos (Pliopithecinae) es una subfamilia extinta de primates catarrinos que se originó en el Mioceno.
La subfamilia consta de tres géneros conocidos:
- Género Pliopithecus Gervais, 1849
  - Pliopithecus antiquus Gervais, 1849
  - Pliopithecus piveteaui Hürzeler, 1954
  - Pliopithecus platyodon Biedermann, 1863
  - Pliopithecus zhanxiangi Harrison et al., 1991
  - Pliopithecus canmatensis Alba et al.[3]
- Género Epipliopithecus Zapfe & Hürzeler, 1957
  - Epipliopithecus vindobonensis Zapfe & Hürzeler, 1957
- Género Egarapithecus Moyà-Solà et al., 2001
  - Egarapithecus narcisoi Moyà-Solà et al., 2001